# Robin Quaison
Robin Kwamina Quaison (Estocolmo, Suecia, 9 de octubre de 1993) es un futbolista sueco. Juega de delantero y milita en el Aris Salónica F. C. de la Superliga de Grecia.

## Selección nacional
Ha sido internacional con la selección de fútbol de Suecia, ha jugado 51 partidos internacionales por dicho seleccionado y ha anotado 14 goles.

## Clubes
| Club                | País           | Año       |
| ------------------- | -------------- | --------- |
| AIK Solna           | Suecia         | 2010-2011 |
| Vasby United        | Suecia         | 2011-2012 |
| AIK Solna           | Suecia         | 2012-2014 |
| U. S. Palermo       | Italia         | 2014-2017 |
| 1. FSV Maguncia 05  | Alemania       | 2017-2021 |
| Al-Ettifaq Club     | Arabia Saudita | 2021-2024 |
| Aris Salónica F. C. | Grecia         | 2024-     |

## Palmarés

### Títulos internacionales
| Título          | Club (*)      | País            | Año  |
| --------------- | ------------- | --------------- | ---- |
| Eurocopa sub-21 | Suecia sub-21 | República Checa | 2015 |

(*) Incluyendo la selección